# ケル・グザヴィエ・ルーセル

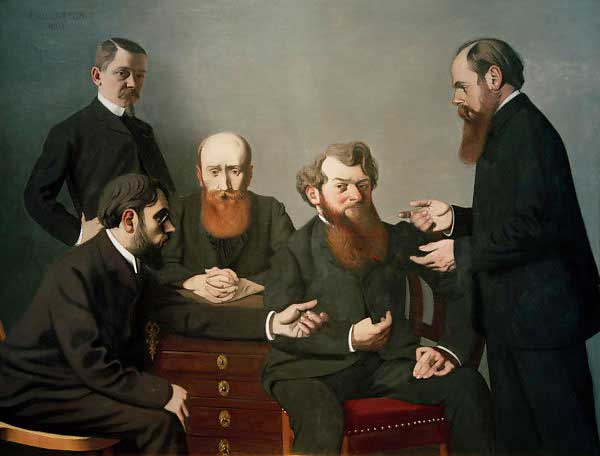
ヴァロットン(画）の『5人の画家』、描かれているのヴァロットン、ボナール、ヴュイヤール、シャルル・コッテ、ルーセル（右端）

ケル・グザヴィエ・ルーセル（Ker-Xavier Roussel、本名: François Xavier Roussel、1867年12月10日 - 1944年6月6日）は、フランスの画家である。ポスト印象派の芸術家集団であるナビ派の一員として知られる。

## 生涯

### 幼少期と教育
ルーセルは1867年12月10日、ドイツとの国境に近いモゼル県ロリー＝レ＝メス（Lorry-lès-Metz）で医師の息子として誕生した。1870年に普仏戦争が勃発すると、プロイセンによるモゼル併合を前に家族とともにパリへ移住した。1880年に両親が離婚した後、ルーセルは父親と暮らした。彼の父親の家には画家や作家が頻繁に訪れており、父親はルーセルが画家を志すことを喜んだという。
パリの名門校であるリセ・コンドルセで学び、後にナビ派の画家となるエドゥアール・ヴュイヤールやモーリス・ドニ、そして著名な俳優・演出家となるリュネ・ポーと親交を深めた。ルーセルは後にヴュイヤールの妹と結婚している。1885年にはディオジェーヌ・マイヤールの画塾に入り、1888年にはパリの国立高等美術学校（エコール・デ・ボザール）に入学した。さらに1889年には私立のアカデミー・ジュリアンに入学した。ナビ派はアカデミー・ジュリアンの学生を中心に形成されることとなる。ルーセルとヴュイヤールは、この時期にピエール・ボナールとも友人となった。1891年にはナビ派の展覧会が開催された。

### ナビ派としての活動と晩年
1893年には、権威ある雑誌『ラ・ルヴュー・ブランシュ』でルーセル、ヴュイヤール、ボナール、ドニ、ポール・ランソンが紹介された。この年、ルーセルは結婚している。また、友人の演出家であるリュネ・ポーが設立した劇団「テアトル・ド・ローブ」の舞台美術を、ボナール、ヴュイヤール、ポール・セリュジエらとともに手掛けた。1894年から1904年にかけては、ベルギーの美術団体「自由美学」（La Libre Esthetique）の展覧会やパリのアンデパンダン展に出品した。1898年にはヴュイヤールらと版画集を出版している。1899年にはパリを離れ、イヴリーヌ県のレタン＝ラ＝ヴィル（Étang-la-Ville）へ移住した。
1906年、ルーセルはドニとともに地中海沿岸を旅した。この旅ではエクス＝アン＝プロヴァンスでポール・セザンヌを、サントロペでポール・シニャックを、サンクレールでアンリ＝エドモン・クロスをそれぞれ訪ねている。1908年には短期間、ランソンが設立した美術学校で教鞭を執った。その後もいくつかの装飾画の制作に携わった。

## 作品

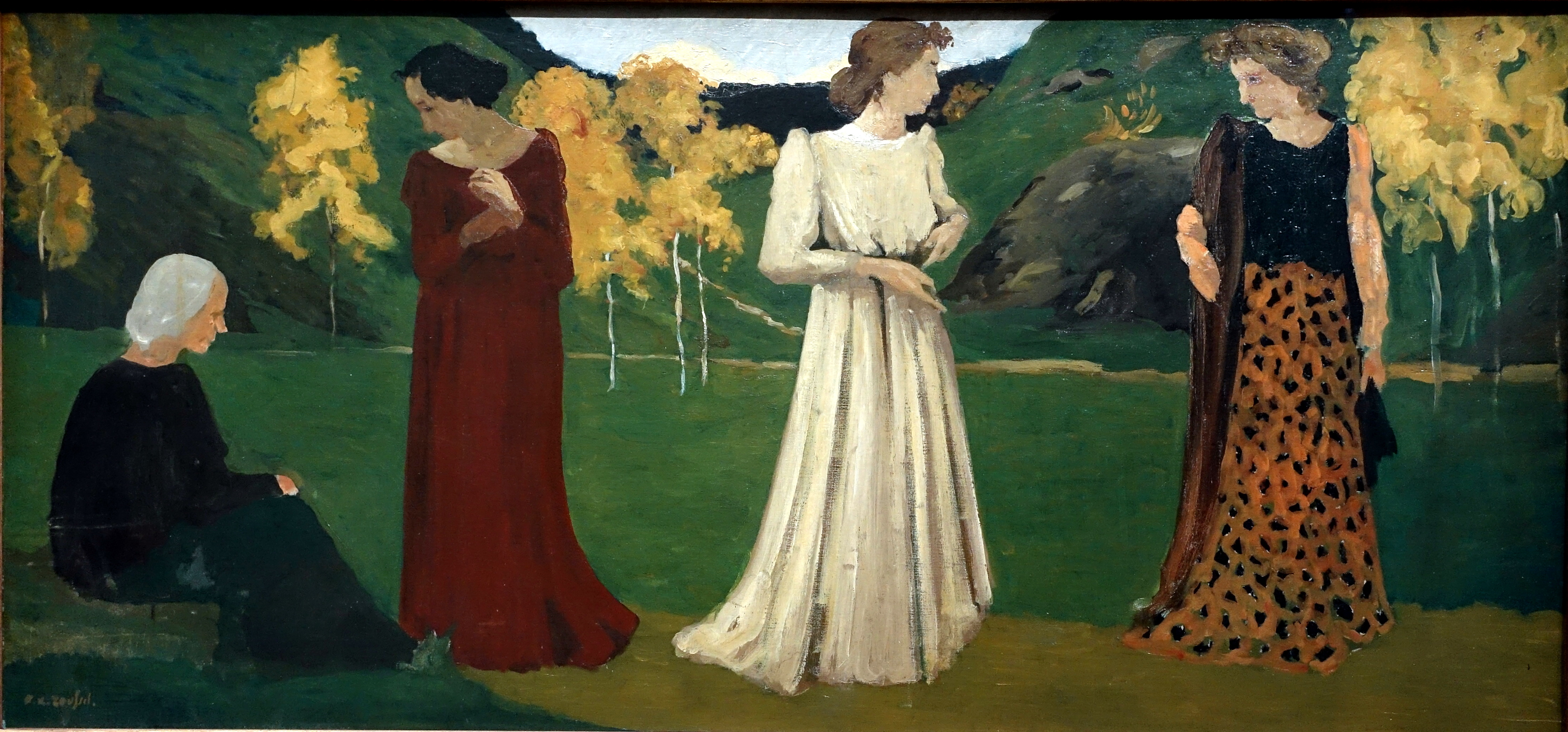
" Les Saisons de la vie"
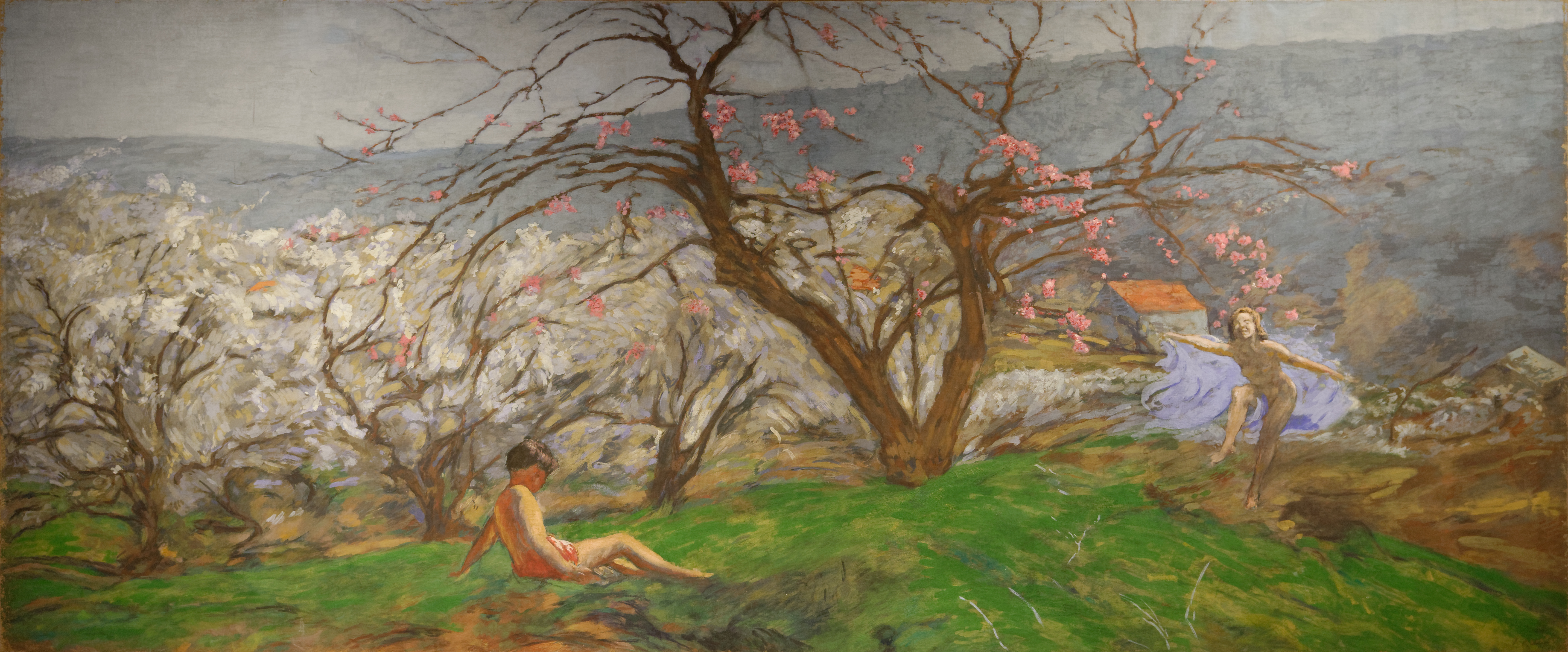
"Femmes dans un paysage d'Île-de-France" (1930年代)

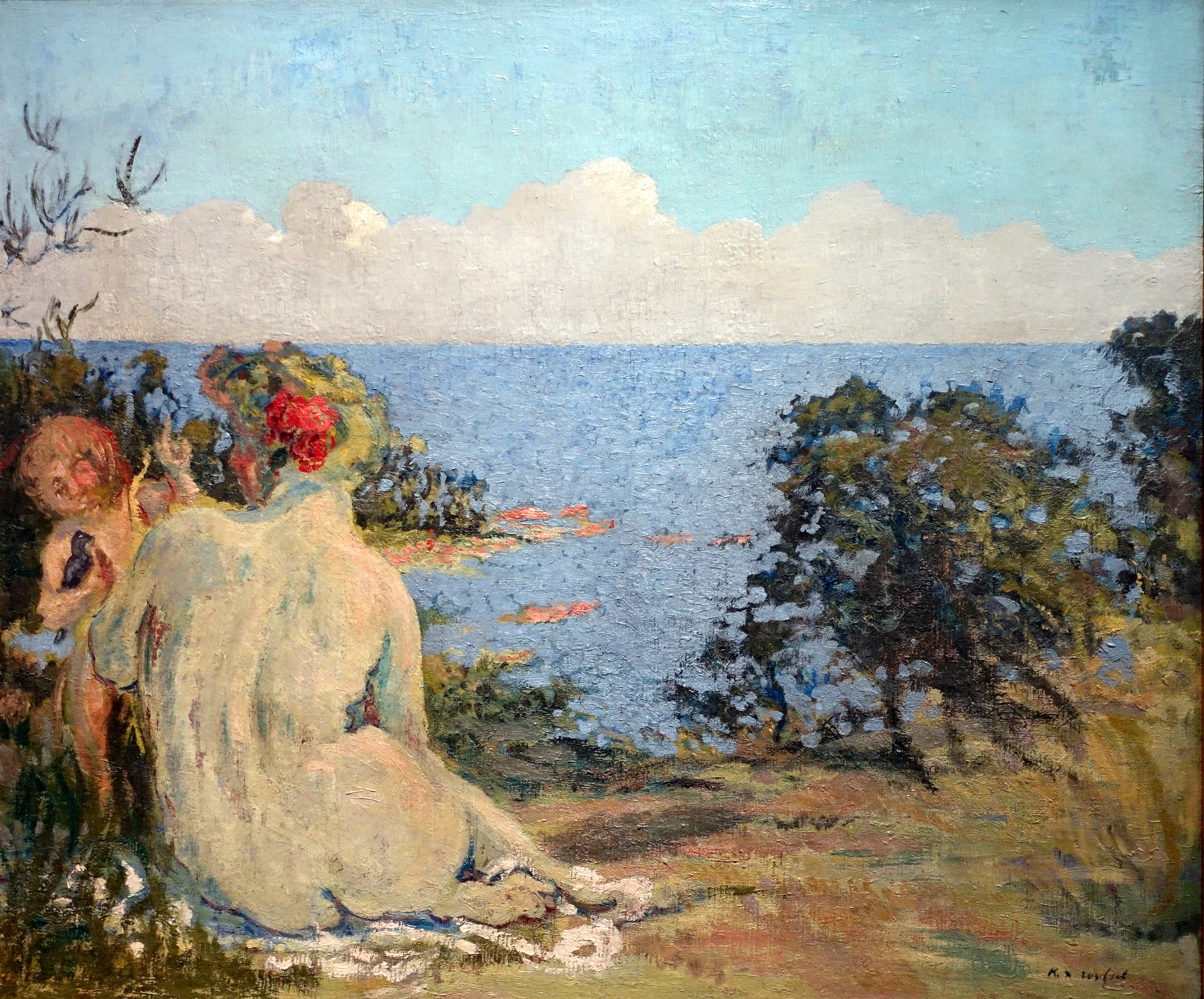
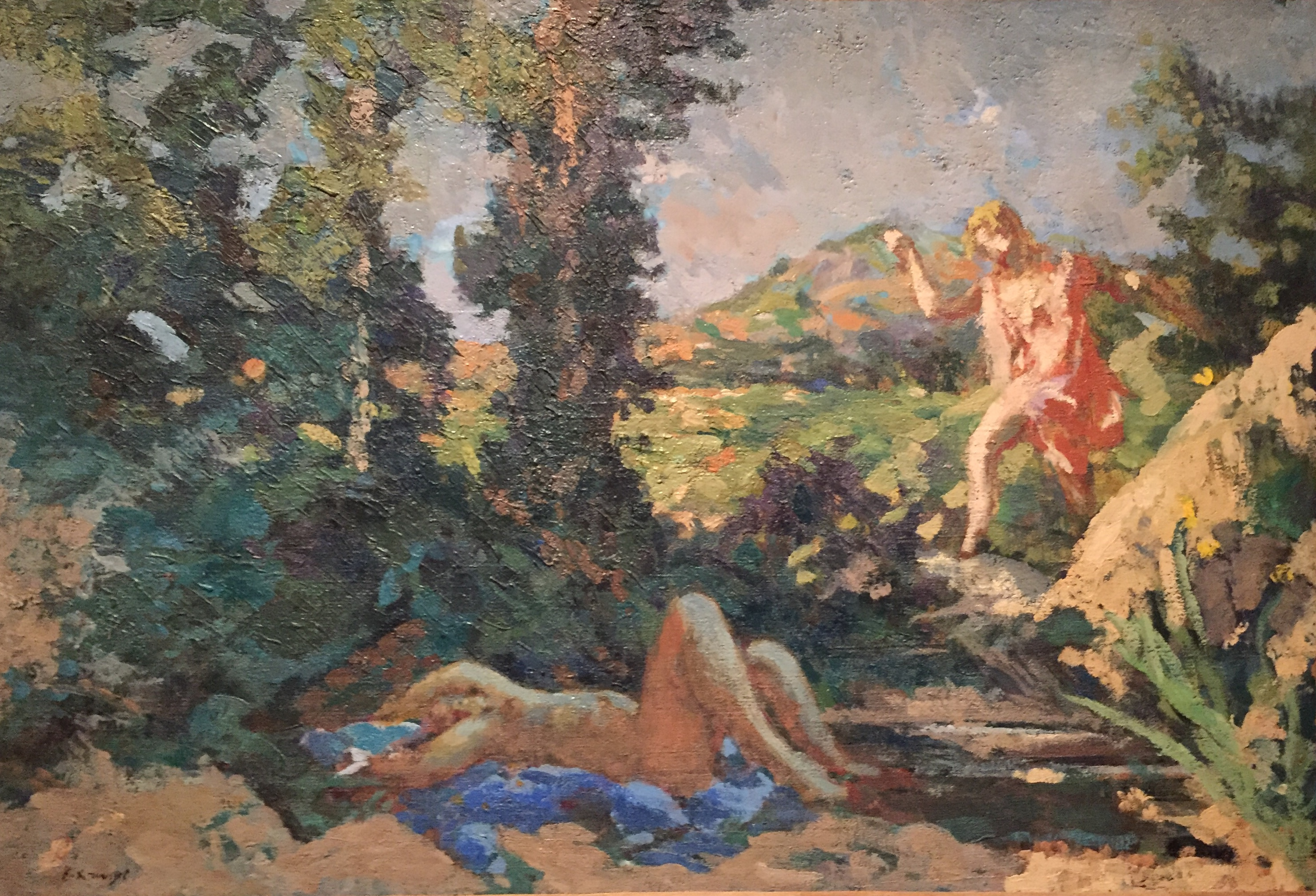
"Faune et nymphe" (c.1910)
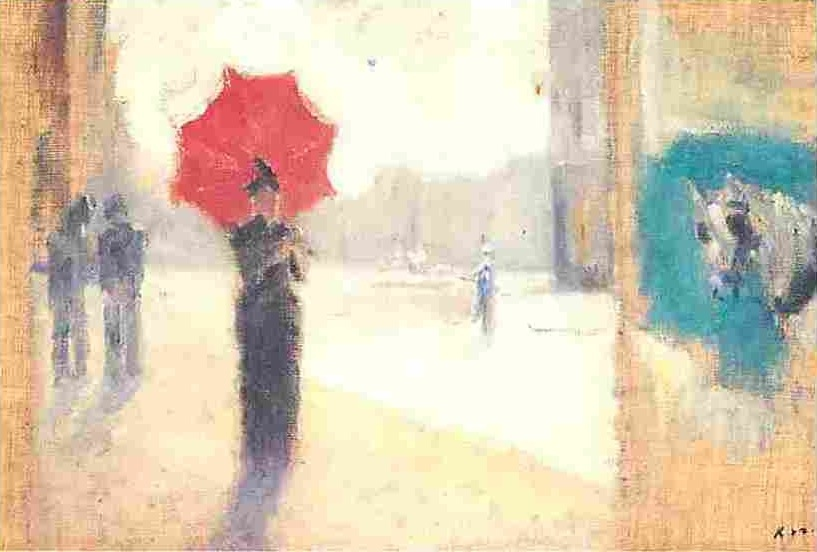
赤い雨傘